# Kungl. Vitterhets-, historie- och antikvitetsakademiens månadsblad
Kungl. Vitterhets-, historie- och antikvitetsakademiens månadsblad (ofta förkortat KVHAA:s Månadsblad eller bara Vitterhetsakademiens månadsblad) var en vetenskaplig tidskrift som utgavs mellan åren 1872 och 1906. Den grundades av Hans Hildebrand och hade till syfte att föra fram och tillgängliggöra antikvarisk forskning. I månadsbladen publicerades även Statens historiska museums löpande inventarietillväxt med kortare beskrivningar över varje inventarienummer.
År 1906 uppgick Kungl. Vitterhets-, historie- och antikvitetsakademiens månadsblad i tidskriften Fornvännen.